# Passage du Vertbois
Le passage du Vertbois est une voie du 3e arrondissement de Paris, en France.

## Situation et accès
Le passage du Vertbois est situé dans le 3e arrondissement de Paris. Il débute au 64, rue du Vertbois et se termine au 57, rue Notre-Dame-de-Nazareth.

## Origine du nom
Ce passage doit son nom à la proximité de la rue du Vertbois.